# Reactor subcrítico
Un reactor subcrítico es un reactor de fisión nuclear que produce la fisión sin alcanzar la criticidad. En lugar de mantener una reacción en cadena, un reactor  subcrítico utiliza neutrones adicionales de una fuente externa. Un reactor acoplado a un acelerador de partículas para producción de neutrones por espalación se denomina "Accelerator-Driven System" (ADS), traducido habitualmente como Sistema accionado por acelerador o bien Sistema asistido por acelerador.

## Motivación
Los elementos transuránicos de larga vida en el residuo nuclear pueden, en principio, ser fisionados, liberando energía en el proceso y dejando tras el proceso productos de fisión de vida más corta. Esto permitiría acortar considerablemente el tiempo de vertido del residuo nuclear. No obstante, algunos isótopos tienen secciones de cruce de umbral de fisión y tienen una fracción pequeña de neutrones retrasados. Por lo tanto, requieren un reactor rápido para que puedan fisionarse y, por razones de seguridad, preferiblemente en un reactor subcrítico, cuando constituyen una fracción significativa del combustible. Los tres isótopos con radioactividad a largo plazo más importantes que podrían ser tratados ventajosamente por este medio son el Neptunio-237, el Americio-241 y el Americio-243. El material para armas nucleares Plutonio-239 también es aceptable, a pesar de que puede ser quemado de un modo más barato como combustible MOX o dentro de reactores rápidos existentes.

## Principio
Los diseños más habituales de ADS proponen un acelerador de protones de alta intensidad con una energía de alrededor de 1 GeV, dirigido hacia un objetivo de espalación hecho de un líquido de plomo-bismuto (el cual también actuaría como refrigerante) en el núcleo del reactor. De este modo, por cada protón que interactúe en el objetivo, se crean un promedio de 20 neutrones para irradiar el combustible circundante. Así, el equilibrio de neutrones puede ser regulado como si el reactor estuviera bajo criticidad si se suministraran por el acelerador los neutrones adicionales. La ventaja principal es la seguridad inherente, incluso en el caso de que el combustible nuclear en cuestión perdiera uranio las buenas propiedades autorreguladoras - como los neutrones retrasados y el coeficiente doppler - que hacen seguros los reactores nucleares normalizados. Siempre que la fuente de neutrones se cierre, la reacción cesa.

## Retos técnicos
Existen dificultades técnicas a superar para que los ADS puedan llegar a ser económicos y, en su caso, sean integrados en una gestión futura de los residuos. El acelerador debe proporcionar una alta intensidad y ser altamente fiable. Existen problemas acerca de la ventana que separa los protones del objetivo de espalación, que se supone quedaría expuesta a tensión en condiciones extremas. La separación química de los elementos transuránicos y la fabricación del combustible, así como los materiales estructurales, son temas de importancia. Finalmente, la falta de datos nucleares para neutrones en alta energía limita la eficiencia del diseño.
Algunos experimentos de laboratorio y muchos estudios teóricos han demostrado la posibilidad teórica de una planta de estas características. Carlo Rubbia, un físico nuclear y anterior director del CERN, fue uno de los primeros en concebir el diseño de un reactor subcrítico, el denominado "amplificador de energía". En 2005, varios proyectos a gran escala están progresando en Europa y Japón para el posterior desarrollo de la tecnología del reactor subcrítico.

## Temas económicos y aceptación pública
Se ha propuesto a los reactores subcríticos tanto como medios de generar energía eléctrica como de transmutación de residuo nuclear, de modo que los beneficios serían dobles. Sin embargo, los costes de construcción, seguridad y mantenimiento de instalaciones tan complejas se estiman muy altos, aparte de la investigación necesaria para desarrollar un diseño práctico (ver arriba). Existen conceptos de gestión de residuos más baratos y razonablemente seguros, tales como el vertido geológico a largo plazo. Sin embargo, la solución de un reactor subcrítico pudiera estar favorecida por una mejor aceptación pública - se considera más aceptable quemar el residuo que enterrarlo durante cientos de miles de años-. Para una gestión futura de residuos, unos pocos diseños de transmutación podrían integrarse en un programa nuclear a gran escala, con la esperanza de que ello incrementaría solo ligeramente los costes totales.